# Élections régionales de 2015 en Ligurie
Les Élections régionales de 2015 en Ligurie se sont tenues le 31 mai 2015, afin d'élire les 31 membres du conseil régional de la région de Ligurie pour un mandat de cinq ans.

## Système électoral

Région de Ligurie.

La Ligurie est une région italienne à statut simple. Le conseil et son président sont élus simultanément pour des mandats de cinq ans. Ce dernier est élu au scrutin uninominal majoritaire à un tour tandis qu'un minimum de 51 sièges de conseillers sont pourvus selon un système mixte.
Pour 24 d'entre eux, le scrutin utilisé est proportionnel plurinominal avec listes ouvertes et répartition des sièges selon la méthode du plus fort reste, avec application d'un seuil électoral de 3 %. Les électeurs ont la possibilité d'effectuer un vote préférentiel pour deux des candidats de la liste pour laquelle ils votent, afin de faire monter leur place dans celle-ci. Le seuil électoral ne s'applique pas pour les listes liées à un candidat à la présidence ayant réuni au moins 5 % des voix.
A ces sièges s'ajoutent 7 autres qui sont quant à eux pourvus au scrutin majoritaire plurinominal avec listes fermées. Chaque liste inclut son candidat à la présidence, et ces sept sièges sont ainsi attribués en bloc à la liste du candidat vainqueur de la présidence et à celui-ci, donnant au scrutin une tendance majoritaire.
Enfin, le candidat en tête de liste arrivé à la deuxième place de l'élection pour la présidence est membre à part entière du conseil, ce qui porte le nombre minimum de ses membres à un total de 31.

### Modalités
L'électeur vote sur un même bulletin pour un candidat à la présidence et pour la liste d'un parti. Il a la possibilité d'exprimer ce vote de plusieurs façons.
- Soit voter uniquement pour une liste, auquel cas son vote s'ajoute également à ceux pour le candidat à la présidence soutenu par la liste. Il a également la possibilité d'exprimer un vote préférentiel pour deux candidats de son choix sur la liste en écrivant leurs noms. Il ne doit dans ce cas pas écrire les noms de deux candidats de même sexe, ni un seul nom.
- Soit ne voter que pour un candidat à la présidence, auquel cas son vote n'est pas étendu à sa liste.
- Soit préciser son vote pour un candidat et son vote pour une liste. Contrairement à plusieurs autres régions italiennes, l'électeur peut effectuer un panachage en choisissant un candidat à la présidence et une liste ne faisant pas partie de celles soutenant le candidat choisi[1].

### Répartition des sièges
| Provinces                                      | Sièges | +/-           |  |
| Gênes                                          | 13     | 6             |  |
| Imperia                                        | 3      | en stagnation |  |
| La Spezia                                      | 3      | en stagnation |  |
| Savone                                         | 4      | 2             |  |
| Candidats à la présidence et prime majoritaire | 8      | 1             |  |
| Total                                          | 31     | 9             |  |

## Résultats
|                        |                        |            |            |                      |                         |                                         |         |         |         |               |               |       |  |  |
| Présidence             | Présidence             | Présidence | Présidence | Présidence           | Conseil                 | Conseil                                 | Conseil | Conseil | Conseil | Conseil       | Conseil       | Total |  |  |
| Candidats              | Candidats              | Votes      | %          | Sièges               | Partis                  | Partis                                  | Votes   | %       | +/-     | Sièges        | +/-           | Total |  |  |
|                        | Giovanni Toti (FI)     | 226 710    | 34,45      | 7                    |                         | Ligue (Lega)                            | 109 209 | 20,25   | 10,03   | 5             | 2             |       |  |  |
|                        | Giovanni Toti (FI)     | 226 710    | 34,45      | 7                    | Forza Italia (FI)       | 68 286                                  | 12,66   | 16,61   | 3       | 7             |               |       |  |  |
|                        | Giovanni Toti (FI)     | 226 710    | 34,45      | 7                    | Frères d'Italie (FdI)   | 16 562                                  | 3,07    | Nv.     | 1       | 1             |               |       |  |  |
|                        | Giovanni Toti (FI)     | 226 710    | 34,45      | 7                    | Area Popolare (NCD-UdC) | 9 269                                   | 1,72    | 2,21    | –       | en stagnation |               |       |  |  |
| Total Centre-droit     | Total Centre-droit     | 226 710    | 34,45      | 7                    | 203 326                 | 37,71                                   | 9,56    | 9       | 5       | 16            |               |       |  |  |
|                        | Raffaella Paita (PD)   | 183 272    | 27,85      | 1                    |                         | Parti démocrate (PD)                    | 138 257 | 25,64   | 2,71    | 7             | 3             |       |  |  |
|                        | Raffaella Paita (PD)   | 183 272    | 27,85      | 1                    | Liguriens pour Paita    | 17 060                                  | 3,16    | Nv.     | –       | en stagnation |               |       |  |  |
|                        | Raffaella Paita (PD)   | 183 272    | 27,85      | 1                    | Changer la Ligurie      | 8 330                                   | 1,54    | Nv.     | –       | en stagnation |               |       |  |  |
| Total Centre-gauche    | Total Centre-gauche    | 183 272    | 27,85      | 1                    | 163 647                 | 30,35                                   | 22,38   | 7       | 10      | 8             |               |       |  |  |
|                        | Alice Salvatore        | 163 527    | 24,85      | –                    |                         | Mouvement 5 étoiles (M5S)               | 120 219 | 22,29   | Nv.     | 6             | 6             | 6     |  |  |
|                        | Luca Pastorino (Pos)   | 61 988     | 9,42       | –                    |                         | Réseau de gauche (avec SEL-PRC-PCd'I)   | 22 093  | 4,10    | 2,28    | 1             | 1             |       |  |  |
|                        | Luca Pastorino (Pos)   | 61 988     | 9,42       | –                    | Liste Pastorino         | 13 500                                  | 2,50    | Nv.     | –       | en stagnation |               |       |  |  |
| Total Gauche           | Total Gauche           | 61 988     | 9,42       | –                    | 35 593                  | 6,60                                    | Nv.     | 1       | 1       | 1             |               |       |  |  |
|                        | Enrico Musso           | 10 667     | 1,62       | –                    |                         | Ligurie libre                           | 8 408   | 1,56    | Nv.     | 0             | en stagnation | 0     |  |  |
|                        | Matteo Piccardi        | 5 136      | 0,78       | –                    |                         | Parti communiste des travailleurs (PCL) | 3 036   | 0,56    | Nv.     | 0             | en stagnation | 0     |  |  |
|                        | Antonio Bruno          | 4 855      | 0,74       | –                    |                         | L'Autre Ligurie                         | 3 937   | 0,73    | Nv.     | 0             | en stagnation | 0     |  |  |
|                        | Mirella Batini         | 2 016      | 0,31       | –                    |                         | Confrérie des femmes                    | 1 084   | 0,20    | Nv.     | 0             | en stagnation | 0     |  |  |
|                        |                        |            |            |                      |                         |                                         |         |         |         |               |               |       |  |  |
| Votes valides          | Votes valides          | 658 171    | 95,66      |                      | Votes valides           | Votes valides                           | 539 250 | 77,73   |         |               |               |       |  |  |
| Votes blancs et nuls   | Votes blancs et nuls   | 29 843     | 4,34       | Votes blancs et nuls | Votes blancs et nuls    | 148 764                                 | 22,27   |         |         |               |               |       |  |  |
| Total candidats        | Total candidats        | 688 014    | 100        | 8                    | Total partis            | Total partis                            | 688 014 | 100     | -       | 23            | 8             | 31    |  |  |
| Abstentions            | Abstentions            | 669 526    | 49,32      |                      |                         |                                         |         |         |         |               |               |       |  |  |
| Inscrits/participation | Inscrits/participation | 1 357 540  | 50,68      |                      |                         |                                         |         |         |         |               |               |       |  |  |